# 种家将
种家將是宋朝的軍官家族，是宋初大儒种放兄种昭衍的后代，籍贯洛阳，累世从军，在北宋中后期为抵御西夏、金人的侵略前仆后继，可谓满门忠烈。号“山西名将”。

## 成员
- 第一代：种世衡

- 第二代：种世衡有八子种诂、种诊、种谘、种詠、种谔、种说、种记、种谊[3]。其中种诂、种诊、种谔、种谊为宋朝大将，颇有战功。种记等并无显赫事迹

- 第三代：种谔之子种朴；种记之子种师道、种师中；种师闵。

- 第四代：种浩、种溪、种洌、种浤。

- 第五代：种彦崇、种彦崧。